# Sicya argyllaria
Sicya argyllaria là một loài bướm đêm trong họ Geometridae.